# Condado de Herkimer
O Condado de Herkimer (em inglês:  Herkimer County) é um dos 62 condados do estado americano de Nova Iorque. A sede do condado é Herkimer, e sua maior cidade é German Flatts.

## Geografia
De acordo com o United States Census Bureau, o condado possui uma área de 3 780 km², dos quais 3 650 km² estão cobertos por terra e 120 km² por água.

## Demografia
Segundo o censo nacional de 2010, o condado possui uma população de 64 519 habitantes e uma densidade populacional de 18 hab/km².